# Дедов, Алексей Юрьевич
Алексе́й Ю́рьевич Де́дов (род. 26 сентября 1960) — советский и российский дипломат. Чрезвычайный и полномочный посол (2023).

## Биография
Окончил МГИМО МИД СССР (1982). На дипломатической службе с 1982 года. Владеет урду и английским языками.
- В 2004—2009 годах — советник-посланник посольства России в Иране.
- В 2009—2010 годах — начальник отдела во Втором департаменте Азии МИД России.
- С января 2009 по декабрь 2013 года — заместитель директора Второго департамента Азии МИД России.
- С 14 декабря 2013 по 11 апреля 2019 года — чрезвычайный и полномочный посол России в Пакистане[1][2]. Верительные грамоты вручил 27 февраля 2014 года.
- В 2019—2022 годах — заместитель директора Второго департамента Азии МИД России.
- С 8 сентября 2022 года — чрезвычайный и полномочный посол России в Иране[3].

## Дипломатический ранг
- Чрезвычайный и полномочный посланник 2 класса (29 декабря 2006)[4].
- Чрезвычайный и полномочный посланник 1 класса (21 июля 2015)[5].
- Чрезвычайный и полномочный посол (9 июня 2023)[6].

## Награды
- Медаль ордена «За заслуги перед Отечеством» II степени (16 июня 2025) — за вклад в реализацию внешнеполитического курса Российской Федерации и многолетнюю добросовестную дипломатическую службу[7]